# Ignazio Messina (politico)
Ignazio Messina (Palermo, 24 luglio 1964) è un politico italiano, deputato alla Camera nella XVI legislatura della Repubblica Italiana per l'Italia dei Valori, partito di cui, dal 30 giugno 2013, è segretario nazionale. Dal 2024 è portavoce di Noi Moderati e vicepresidente dell’ANCI.

## Biografia
Nato a Palermo il 24 luglio 1964, in una famiglia di giuristi, magistrati e docenti universitari originari di Sciacca, a 22 anni si è laureato in giurisprudenza all'Università degli Studi di Palermo col massimo dei voti e la lode.
Dopo la laurea nel 1988 fonda un gruppo giovanile vicino alle posizioni dell'allora Sindaco di Palermo Leoluca Orlando, con cui nel 1991 è tra i fondatori de La Rete, movimento per il quale è candidato alle elezioni regionali in Sicilia di quell'anno e nel 1993 viene eletto sindaco del Comune di Sciacca.
Nel 1997 si ripresenta alle elezioni comunali con una lista civica denominata "Lista Messina" appoggiata da Rifondazione Comunista, venendo rieletto sindaco.
Nel 1998 aderisce all'Italia dei Valori di cui diviene portavoce regionale fino al 2003. Nel 1999 il suo mandato da Sindaco viene interrotto da una mozione di sfiducia approvata dal Consiglio Comunale; in seguito a ciò Leoluca Orlando tiene un comizio a difesa di Messina e accusa i consiglieri comunali della città di collusione con la mafia: per quella vicenda l'allora Sindaco di Palermo fu condannato, con sentenza definitiva, per diffamazione.
Alle elezioni politiche del 2001 Messina è stato candidato alla Camera dei deputati nella Lista Di Pietro-Italia dei Valori nella circoscrizione Sicilia 1 in quota proporzionale e anche nel collegio uninominale di Sciacca dove raccoglie 4.301 voti e non viene eletto.
Nel 2002 si fa promotore di un'iniziativa per istituire Sciacca come decima Provincia siciliana, ma la proposta finisce nel nulla.
Nel 2004 si ricandida come Sindaco del Comune di Sciacca, ripresentando la "Lista Messina" e con l'appoggio di Rifondazione Comunista e Verdi, ma non riesce a superare il primo turno. Eletto consigliere comunale, al ballottaggio fa apparentare la lista portante il suo nome con la coalizione di destra che sostiene il candidato sindaco di Forza Italia ed è determinante per la sua vittoria, a scapito di tutto il resto del cartello di centrosinistra (compresi Verdi e Rifondazione Comunista, suoi alleati al primo turno). Messina diventa vicepresidente del Consiglio Comunale e sostiene la maggioranza per tutto il mandato.
Alle elezioni politiche del 2006 viene candidato al Senato della Repubblica, tra le liste bloccate dell'Italia dei Valori nella circoscrizione Sicilia e in quella circoscrizione Veneto, come numero 2 dietro Franca Rame, non risultando però eletto.

### Deputato alla Camera
Alle elezioni politiche del 2008 viene eletto alla Camera dei deputati nella lista dell'Italia dei Valori nella circoscrizione Sicilia 1 e va a ricoprire il ruolo di responsabile nazionale degli enti locali dell'IdV. Nella stessa tornata elettorale è candidato alle elezioni regionali in Sicilia con la lista dell'Idv nel collegio di Agrigento, dove raccoglie 265 preferenze senza essere eletto.
Alle elezioni politiche del 2013 viene ricandidato alla Camera con la lista elettorale Rivoluzione Civile dell'ex magistrato Antonio Ingroia, in terza posizione nella circoscrizione Campania 1 e quarta in Puglia e Piemonte 2, ma non è eletto a causa del mancato raggiungimento della soglia di sbarramento necessaria da parte della lista.

### Segretario dell'Italia dei Valori

#### Elezione e primi anni
Il 30 giugno 2013 viene eletto, mediante elezioni primarie riservate agli iscritti al partito, segretario nazionale dell'Italia dei Valori al congresso con il 69,11% dei voti contro il 30,89% di Niccolò Rinaldi (il favorito della vigilia), succedendo così al presidente Antonio Di Pietro dopo 15 anni.
Con la nuova linea politica assunta da Messina l'Italia dei Valori si riavvicina al Partito Democratico e al centro-sinistra, pur mantenendo i toni della gestione Di Pietro, sostenendo i rispettivi candidati alle elezioni regionali del 2013 e del 2014 con proprie liste in Sardegna, Piemonte e Abruzzo, fra le altre Regioni e appoggiando l'azione del governo Renzi.
Alle elezioni europee del 2014 si candida al Parlamento europeo, come capolista dell'Italia dei Valori in tutte le circoscrizioni d'Italia, ma non viene eletto per via del mancato raggiungimento della soglia di sbarramento prevista al 4%, fermandosi allo 0,66%.

#### Elezioni politiche del 2018
Il 29 dicembre 2017, in appoggio al PD di Matteo Renzi in vista delle elezioni del 2018, nasce la lista Civica Popolare, che riunisce, oltre all'IdV, Alternativa Popolare, Centristi per l'Europa di Pier Ferdinando Casini, "L'Italia è Popolare" di Giuseppe e Ciriaco De Mita e Unione per il Trentino. Alle stesse elezioni viene inoltre candidato dalla coalizione di centro-sinistra al collegio uninominale di Brescia per il Senato, dove viene sconfitto dallo sfidante di centro-destra Adriano Paroli.

#### Ricandidatura a sindaco di Sciacca
A giugno 2022 si candida nuovamente a sindaco di Sciacca. Messina, nonostante sia formalmente ancora segretario dell'Italia dei Valori, è sostenuto da una ampia coalizione che comprende Fratelli d'Italia e la Lega. Il primo turno è caratterizzato dalle polemiche, in quanto Messina risulterebbe eletto grazie a quella che successivamente sarà accertata come una correzione posticcia ed illegittima del verbale di un seggio elettorale, ad opera del Presidente dello stesso seggio. Il 26 giugno successivo, al turno di ballottaggio, viene sconfitto da Fabio Termine, candidato civico appoggiato dal Partito Democratico. Successivamente, verrà eletto Presidente del Consiglio Comunale di Sciacca.

#### Elezioni politiche del 2022
Alle elezioni politiche del 2022 Messina stringe un'intesa federativa con Noi con l'Italia di Maurizio Lupi, appoggiando cosi la lista elettorale Noi moderati della coalizione di centro-destra, rompendo l'alleanza organica col centro-sinistra che ha caratterizzato l'Italia dei Valori fin dalla fondazione.

#### Vice-coordinatore di Noi con l'Italia e portavoce di Noi Moderati
Il 22 marzo 2023 la direzione nazionale di Noi con l'Italia lo nomina vice-coordinatore del partito. Il 20 maggio seguente prende parte al congresso di Noi con l'Italia entrando a far parte del suo direttivo nazionale.
Il 25 gennaio 2024 viene annunciata la federazione politica tra Noi Moderati e l’Italia dei Valori con il segretario dell’IdV Ignazio Messina che diventa il portavoce del partito.
Ne novembre dello stesso anno viene eletto vicepresidente dell’ANCI.